# Припливи та відпливи
Припли́ви та відпли́ви — періодичні підвищення й зниження рівня води морів та океанів.
Припливи — підсумок гравітаційної нерівномірності притягання води океанів Місяцем і, меншою мірою, Сонцем. У підмісячній точці внаслідок більшого тяжіння Місяця утворюється «горб». Подібний горб утворюється на протилежному боці земної кулі (внаслідок меншого тяжіння). Коли через обертання Землі «горби» досягають суходолу, настає приплив. Гравітація Сонця зумовлює схожий ефект, але висота сонячного припливного горба у 2,17 разів менша.
Найвищий рівень води під час припливу називають «повною водою», а найнижчий (під час відпливу) — «малою водою».

## Припливні складові
Припливні складові є загальним підсумком численних впливів, які діють на припливні зміни протягом певних проміжків часу. Основні складові такі: обертання Землі, розташування Місяця і Сонця щодо Землі, висота Місяця над екватором Землі і батиметрія. Варіанти з періодами менше половини дня називають гармонійними складовими. І навпаки, цикли днів, місяців або років називають складовими тривалого періоду.
Припливні сили впливають на всю Землю, але рух твердої землі відбувається всього на сантиметри. Натомість атмосфера набагато більш рухлива і стислива, тому її поверхня рухається на кілометри, в сенсі рівня обрису певного низького тиску у зовнішній атмосфері.

### Основна місячна напів-добова складова
У переважній кількості місцевостей найбільшою складовою є «основний місячний півдобовий період», також відомий як приливна складова M2. Її період становить близько 12 годин і 25,2 хвилини, тобто рівно половину припливного місячного дня, що є середнім часом, який відокремлює один місячний зеніт від наступного, і, таким чином, є часом, потрібним для обертання Землі один раз щодо Місяця. Прості години припливу, відстежують цю складову. Місячний день довше земного, тому що Місяць обертається в тому ж напрямку, що і Земля. Це подібно до хвилинної стрілки на годиннику, яка перетинає годинникову стрілку о 12:00, а потім знову, близько 1: 05½ (не о 1:00).
Місяць обертається навколо Землі в тому ж напрямку, що і Земля, обертаючись навколо власної осі. Отож для того, щоби Місяць повернувся до того самого місця на небі, треба трохи більше доби — близько 24 годин і 50 хвилин. Протягом цього часу він проходить один раз над головою (кульмінація) і один раз під ногами (найнижчий рівень), тому в багатьох місцях час найсильнішої приливної дії вищезгадані близько 12 годин і 25 хвилин. Мить найвищого припливу настає не обов'язково, коли Місяць перебуває найближче до зеніту або до найнижчого рівня, однак період впливу все ж визначає час між припливами.

Анімація припливів, коли Місяць обертається навколо Землі

Оскільки гравітаційне поле, створюване Місяцем, слабшає з відстанню від Місяця, воно здійснює трохи дужчий від середнього вплив на бік Землі, звернений до Місяця, і трохи слабший вплив на протилежний бік. Отож Місяць має властивість злегка «розтягувати» Землю вздовж лінії, що з'єднує два тіла. Тверда Земля трохи деформується, однак рідка океанська вода може вільно переміщатися у відповідь на припливну силу, особливо в горизонтальному напрямку. Коли Земля обертається, величина і напрямок припливної сили в будь-якій певній точці земної поверхні постійно змінюються; хоча океан ніколи не досягає рівноваги — у рідини ніколи не буде часу «надолужити згаяне» до стану, якого вона врешті-решт досягла б, якби припливна сила була постійною; отже змінювана припливна сила зумовлює розмірені зміни висоти поверхні моря.

## Різновиди
В екваторіальному та тропічному поясі припливи і відпливи здебільшого повторюються двічі на добу. Такі припливи називають півдобовими. Із наближенням до полюсів другий максимум поступово зменшується і може взагалі зникати. Такі припливи називають добовими.
Більші припливи бувають під час молодика та повні, коли Місяць і Сонце розташовані майже на одній лінії з Землею, та їх сумарний гравітаційний вплив зумовлює сизигійний приплив.
Під час першої та третьої чверті Місяця, коли горб місячної припливної хвилі збігається з улоговиною сонячної, припливи менші. Такі припливи називають квадратурними (Місяць перебуває у квадратурі). Теоретично квадратурний приплив утричі менший сизигійного.
Нерівномірності у висоті припливів зумовлено також еліптичністю орбіти Місяця та Землі: у перигеї Місяць перебуває ближче до Землі, а в апогеї — далі; Земля перебуває найближче до Сонця у перигелії, а найдалі — в афелії. Перигейний приплив вищий апогейного на 40 %, а перигелійний — на 10 % вищий за апогелійний. Таким чином, найбільші припливи спостерігаються під час молодика або повні, коли Земля перебуває поблизу перигелію, а Місяць — у перигеї.

## Висота припливів
Середня висота припливу в океані становить 0,5 м. Такі припливи спостерігаються на океанічних островах. Для інших водойм найважливішим чинником є ступінь зв'язку зі світовим океаном. Скажімо, у Балтійському морі припливи дуже незначні, іноді — взагалі непомітні на тлі випадкових коливань, зумовлених вітром та іншими причинами. З іншого боку, коли океанічна припливна хвиля підходить до суходолу, то, залежно від конфігурації дна та берегової лінії, висота припливу може перевищувати звичайну в 10—20 разів. Найвищі припливи — до 18 м — спостерігаються у затоці Фанді на атлантичному узбережжі Північної Америки (на кордоні між США та Канадою). Найвищі припливи на узбережжі Європи — у Бретані — сягають 13 метрів.

## Використання енергії припливів

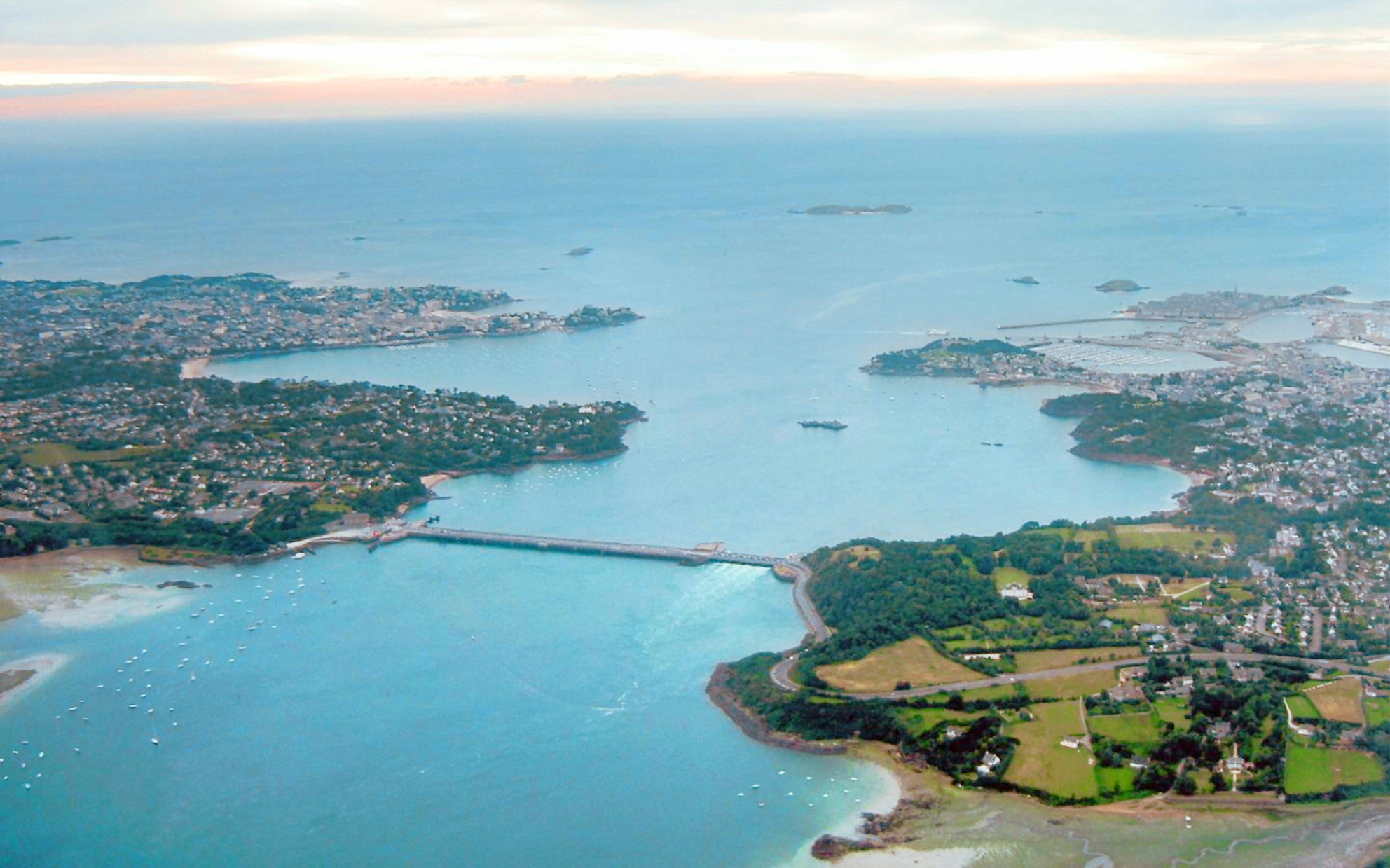
Вигляд греблі припливної електростанції на річці Ранс (Бретань, Франція).

Першу припливну електростанцію побудовано в естуарії річки Ренс (поблизу міста французького міста Сен-Мало). Загалом у світі побудовано кілька припливних електростанцій у зонах з максимальними висотами припливів.

## Унікальні явища, пов'язані з припливами
Коли припливна хвиля потрапляє до естуаріїв річок, спостерігається значне зростання її висоти. Залежно від профілю дна можуть виникати аномальні явища у вигляді однієї чи кількох хвиль із крутим фронтальним схилом та без помітної улоговини позаду. Такі хвилі являють собою солітони. Вони можуть підійматися проти течії на велику відстань і зазвичай мають особливі місцеві назви («поророка», «бор», «маскаре»).
У затоці Ханчжоувань (Східнокитайське море) висота бора в сизигії може досягати 5,5 м за швидкості течії 5—7 м/с. Поодинока припливна хвиля у нижній течії Амазонки спостерігається під час повного та нового місяця (переважно у рівнодення) і поширюється на сотні кілометрів від гирла. Вона має вигляд водяного валу висотою до 5 м, що рухається зі швидкістю 5—7,5 м/с і спричиняє руйнування на берегах. Великий гуркіт чути на відстані 5—10 км, за що хвиля отримала назву поророка (мовою тамтешніх індіанців  тупі — «гримлива вода»).